# NGC 1579
NGC 1579 je odrazna maglica u zviježđu Perzeju. 

## Vanjske poveznice
- SEDS: NGC 1579